# Contro 4 bandiere
Contro 4 bandiere è un film del 1979 diretto da Umberto Lenzi.

## Trama
Parigi, pochi giorni prima dello scoppio della guerra. Sei amici soci dello stesso club di canottaggio, si ritrovano in un ristorante a lato della Senna. Sono la francese Fabienne, unica donna, Brett e lo scrittore Ray, due statunitensi; Maurice, canadese ex legionario, l'inglese Dick e il tedesco Jürgen. Sanno bene che la guerra sta per scoppiare e si promettono di rivedersi esattamente un anno dopo. L'unico che si presenterà, in divisa della Wehrmacht, è Jürgen (segretamente innamorato di Fabienne). Dick e Maurice sono fuggiti in Inghilterra: uno è a Londra, l'altro combatte nella zona occupata. Fabienne si è data alla macchia, e combatte per la Resistenza, Brett è tornato negli USA. Durante lo sbarco in Normandia, Dick viene ucciso. Ogni amico ha insomma fatto la propria parte, e quando riescono a vedersi nuovamente nel 1944 si presentano solo Brett, Maurice, la figlia di Ray (che è malato di cancro ed è rimasto in Inghilterra) e Fabienne, che si è salvata per miracolo dopo l'arresto da parte della Gestapo. Jürgen è morto in combattimento e Dick viene ricordato come eroe.